# Кам'янсько-Слобідська сільська рада
Ка́м'янсько-Слобідська́ сільська́ ра́да — адміністративно-територіальна одиниця та орган місцевого самоврядування в Новгород-Сіверському районі Чернігівської області. Адміністративний центр — село Кам'янська Слобода.

## Загальні відомості
Кам'янсько-Слобідська сільська рада утворена у 1934 році.
- Територія ради: 71,61 км²
- Населення ради: 686 осіб (станом на 2001 рік)

## Населені пункти
Сільській раді були підпорядковані населені пункти:
- с. Кам'янська Слобода
- с. Камінь

## Склад ради
Рада складалася з 12 депутатів та голови.
- Голова ради: Васюк Анатолій Миколайович
- Секретар ради: Ігнатіков Василь Васильович

### Керівний склад попередніх скликань
| Прізвище, ім'я, по батькові | Основні відомості                                                         | Дата обрання | Дата звільнення |
| --------------------------- | ------------------------------------------------------------------------- | ------------ | --------------- |
| Васюк Анатолій Миколайович  | Сільський голова, 1962 року народження, освіта вища, безпартійний         | 26.03.2006   | 31.10.2010      |
| Васюк Анатолій Миколайович  | Сільський голова, 1962 року народження, освіта вища, член Партії регіонів | 31.10.2010   |                 |

Примітка: таблиця складена за даними сайту Верховної Ради України

### Депутати
За результатами місцевих виборів 2010 року депутатами ради стали:

#### За суб'єктами висування
| Суб'єкт висування | Кількість обраних депутатів | %   |
| ----------------- | --------------------------- | --- |
| Партія регіонів   | 12                          | 100 |

#### За округами
| № округу        | Прізвище, ім'я, по батькові    | Дата визнання обраним | Освіта             | Партійна приналежність | Відомості про обраного депутата                                                 |
| --------------- | ------------------------------ | --------------------- | ------------------ | ---------------------- | ------------------------------------------------------------------------------- |
| Партія регіонів |                                |                       |                    |                        |                                                                                 |
| 1               | Почка Олена Василівна          | 02.11.2010            | середня            | позапартійна           | тимчасово не працює                                                             |
| 2               | Хавлук Олександр Володимирович | 02.11.2010            | середня            | член Партії регіонів   | ТОВ «Придеснянське», тракторист                                                 |
| 3               | Куриленко Наталія Андріївна    | 02.11.2010            | середня            | член Партії регіонів   | Новгород-Сіверський ТЦ з обслуговування одиноких громадян, соціальний працівник |
| 4               | Сівенок Світлана Павлівна      | 02.11.2010            | середня            | член Партії регіонів   | Кам'янсько-Слобідський фельдшерський пункт, молодша медична сестра              |
| 5               | Хавлук Ірина Сергіївна         | 02.11.2010            | середня            | член Партії регіонів   | Кам'янсько-Слобідська загальноосвітня школа І-ІІІ ст., техпрацівник             |
| 6               | Ігнатікова Антоніна Михайлівна | 02.11.2010            | середня спеціальна | член Партії регіонів   | Кам'янсько-Слобідська сільська рада, бухгалтер                                  |
| 7               | Ігнатікова Василь Василльович  | 02.11.2010            | середня спеціальна | член Партії регіонів   | Кам'янсько-Слобідська сільська рада, секретар                                   |
| 8               | Хавлук Тетяна Василівна        | 02.11.2010            | середня            | член Партії регіонів   | тимчасово не працює                                                             |
| 9               | Анденко Сергій Сергійович      | 02.11.2010            | середня            | член Партії регіонів   | ТОВ «Придеснянське», водій                                                      |
| 10              | Матвієнко Любов Миколаївна     | 02.11.2010            | середня            | член Партії регіонів   | ЗАТ «Новгород-Сіверський сирзавод», збирач молока                               |
| 11              | Солощенко Любов Миколаївна     | 02.11.2010            | середня            | член Партії регіонів   | Кам'янсько-Слобідське відділення поштового зв'язку, листоноша                   |
| 12              | Волчок Тетяна Михайлівна       | 02.11.2010            | середня            | член Партії регіонів   | Кам'янсько-Слобідське відділення поштового зв'язку, листоноша                   |